# Мартина Сабликова
Мартина Сабликова (Нове Мјесто у Моравској, 27. мај 1987) је чешка брза клизачица и олимпијска победница. Такође се такмичи и у бициклизму.
На Олимпијским играма дебитовала је у Торину 2006. када је на церемонији отварања носила заставу Чешке. На 5000 м била је четврта, а на 3000 м седма. У Ванкуверу 2010. златне медаље освојила је на 3000 м и 5000 м, а бронзу на 1500 м. У Сочију 2014. одбранила је злато на 5000 м, а на 3000 м била је сребрна. У Пјонгчангу 2018. дошла је до сребрна на 5000м.
Вишеструка је светска првакиња на 3000 м, 5000 м и вишебоју. Такође је вишеструка европска првакиња у вишебоју.
Првакиња је Чешке у бициклизму на хронометру.